# 중국의 여아 살해
중국은 2,000년에 걸친 여아 살해 역사를 갖고 있다. 16세기 후반에 기독교 선교사들이 중국에 도착했을 때, 그들은 신생아가 강이나 쓰레기 더미에 버려지는 것을 목격했다. 17세기에는 마테오 리치가 중국 여러 지방에서 이 관행이 일어나고 있다고 기록하며, 이러한 행위의 주된 이유는 빈곤이라고 언급했다. 이 관행은 19세기에 계속되었으며 공산주의 시대에 급격히 감소했지만, 1980년대 초에 도입된 한자녀 정책 이후로 다시 문제로 부상했다. 2020년 인구조사에 따르면 중국 본토의 남성 대 여성 비율은 105.07 대 100으로 나타났으며, 이는 중화인민공화국이 인구조사를 실시하기 시작한 이래 최저 수준이다. 중국과 인도에서는 매년 여아 살해가 약 200만 건이 발생하고 있다.

## 역사

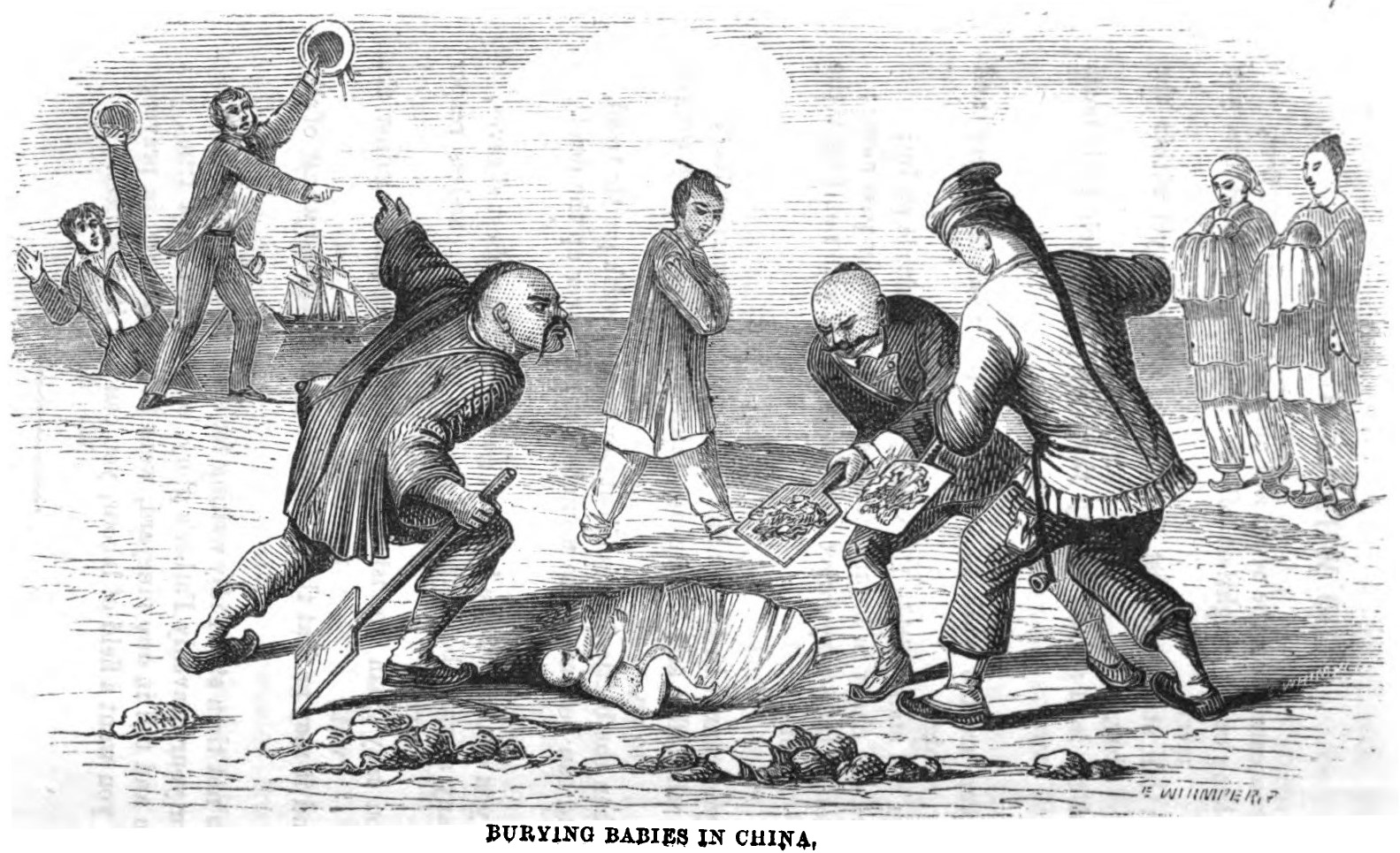
중국에서 아기 묻기 (1865년 3월, XXII, 40쪽)

유학은 중국의 여성 유기아살해에 영향을 미치고 있다. 남자 아이들이 노년을 위해 일할 수 있으며 특정 전통이 남성 중심임으로 여겨지는 사실로 인해 많은 이들은 남자 아이들이 더 바람직하다고 생각한다.

### 19세기

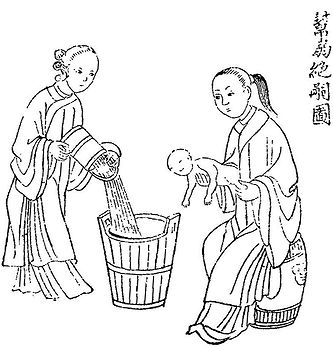
약 1800년경의 중국 유기아살해 방지 물자

19세기 동안, 이 관행은 널리 퍼져 있었다. 청나라에서는 니 누(소녀 물에 빠뜨리기)라는 용어가 흔하게 나타나며, 물에 빠뜨리는 것이 여자 아이를 죽이는 데 가장 흔한 방법이었다. 다른 방법으로는 질식과 기아가 있었다. 자연 요소에 노출되는 것도 다른 방법이었다. 아이는 바구니에 넣은 후 나무에 올려놓았다. 불교 수도원은 사람들이 아이를 남길 수 있는 "아기 탑"을 만들었다. 1845년에는 강서도에서 선교사가 이 아이들이 자연 요소에 노출된 채로 최대 2일 동안 생존했으며, 지나가는 사람들은 비명을 무시했다고 기록했다. 선교사 데이비드 에빌은 1844년에 여성 어린이의 1/4에서 1/3가 출생 후나 곧바로 죽임을 당했다고 보고했다.

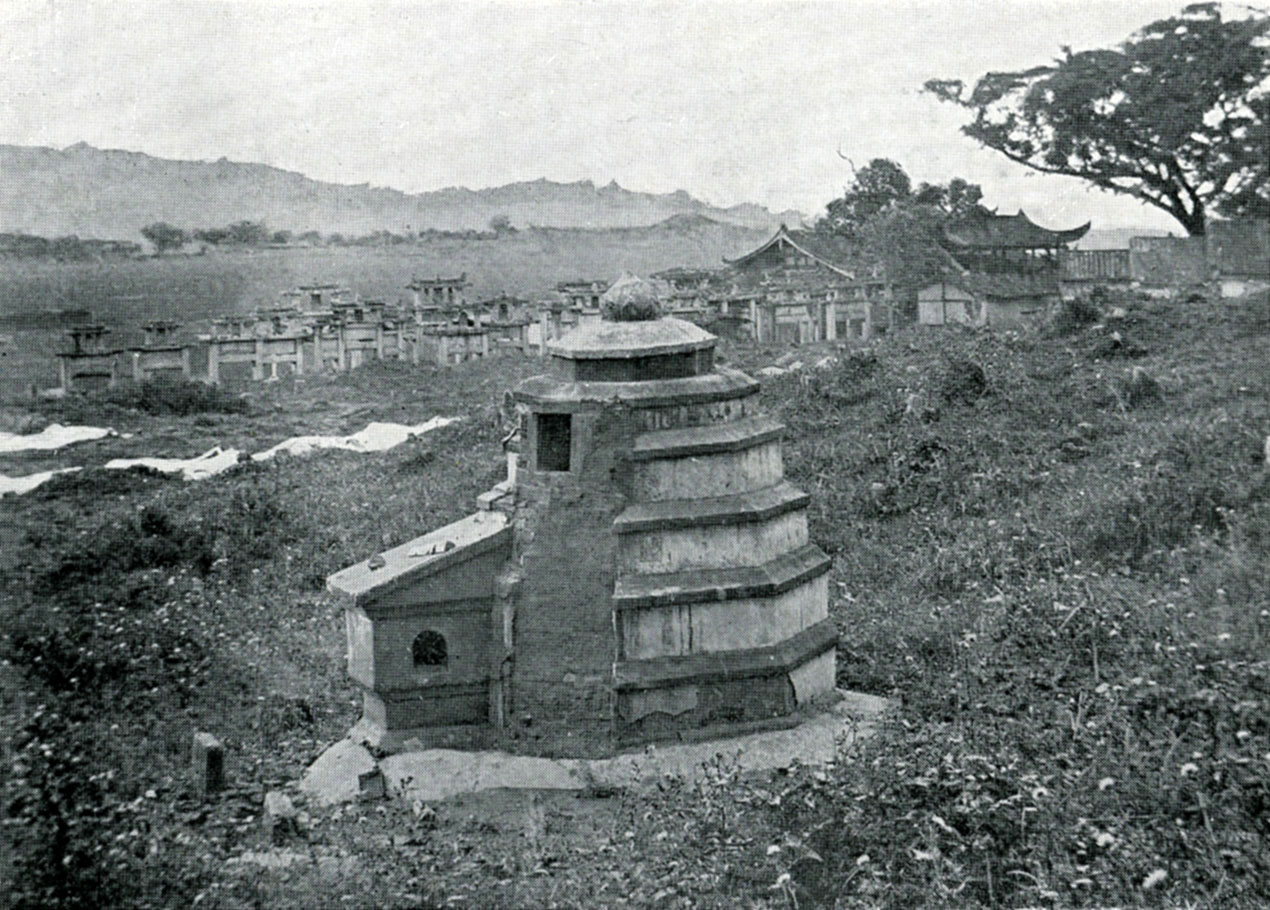
Fujian 성의 아기 탑

1878년에는 프랑스 예수회 선교사인 가브리엘 팔라트르가 13개 성에서 문서를 편집했으며, 안날 드 라 생트 앙팡스(Annals of the Holy Childhood)에서는 Shanxi와 Sichuan에서도 유기아살해의 증거를 찾았다. 팔라트르에 의하면 이 관행은 동남부 성에서 더 퍼져 있었으며, 하얼빈 강 아래 지역에서도 행해졌다.

### 20세기
1930년에 5월 4일 운동의 주목받는 회원 중 한 명인 루 시는 노예 어머니라는 단편 소설을 썼다. 그 속에서 그는 여성 유기아살해의 직접적인 원인이었던 시골 지역의 극심한 가난을 묘사했다. 한자녀 정책
중국 사회에서 대부분의 부모들은 아들을 가지는 것을 선호했기 때문에, 정부가 1979년에 한자녀 정책을 만들었을 때 여아들은 중태 또는 유기되었다. 부모가 한자녀 이상을 가지면 벌금을 내야 했다. 남자 상속자의 수입 가능성이 여성보다 높아 여아를 낳는 것이 경제적 어려움으로 여겨져, 여성 유기아살해가 더 바람직한 해결책으로 여겨졌다.
1980년에 중화인민공화국 정부가 발표한 백서에 따르면 여성 유기아살해는 "봉건적 악습"이었다. 국가는 이 관행을 공식적으로 봉건 시대에서 남아 있는 것으로 간주하며, 한자녀 정책의 결과가 아닌 것으로 여긴다. Nie Jing-Bao에 따르면 국가의 가족 계획 정책과 여성 유기아살해 간에 "연결이 없다고" 믿는 것은 "상상하기 어렵다".
1980년 9월 25일, 중화인민공화국 공산당 정치국은 "공개 서한"에서 당의 구성원들과 중화인민공화국 공산당 청년동맹 구성원들에게 모범을 보이기 위해 한 자녀만을 두도록 요청했다. 한자녀 정책이 시작됨과 동시에 성비 불균형을 초래할 것을 우려하는 목소리가 나왔다. 1980년대 초에는 아들을 간절히 원하는 부모들에 의한 유기와 여성 유기아살해에 대한 보고서에 대해 정부 고위 관리자들은 더욱 우려했다. 1984년에 정부는 한자녀 정책을 조정하여 첫 번째 자녀가 여아인 경우 두 번째 자녀를 가질 수 있도록 했다. 한자녀 정책에 예외가 있더라도 부부가 처음에 여아를 낳았다면, 부모들은 여전히 두 자녀를 가지는 경제적 부담을 피하려고 여아를 버렸다.

## 현재 상황

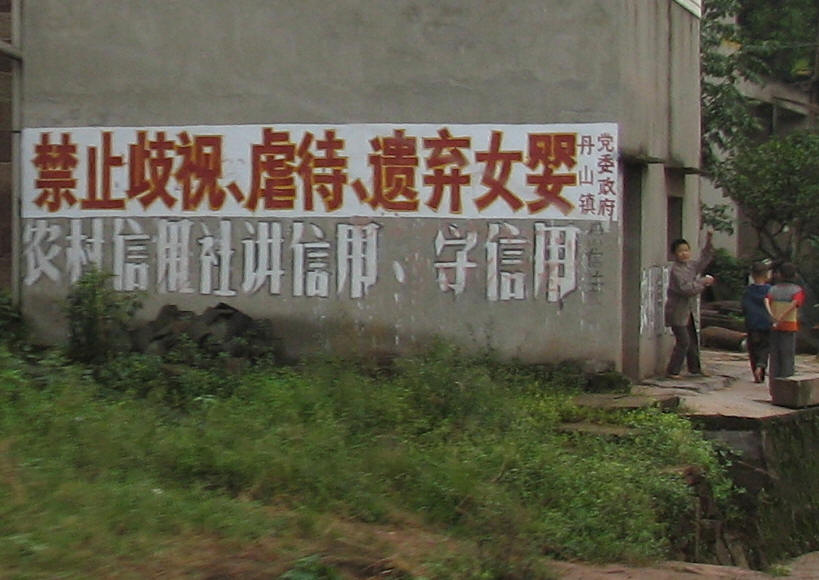
연강 구 단산의 도로 표지판 "여아를 차별, 학대하거나 유기하는 것은 금지되어 있다."

많은 중국 부부는 노년의 부모에게 후원과 안전을 제공하기 때문에 아들을 원한다. 반면에 딸은 결혼 후 자신의 남편 가족(시부모)에게 들어가서 그들을 돌보곤 한다. 2014년 현재 중국 인구의 거의 절반을 차지하는 농촌 가정에서는 남자가 농업 작업과 육체 노동을 많이 수행한다.

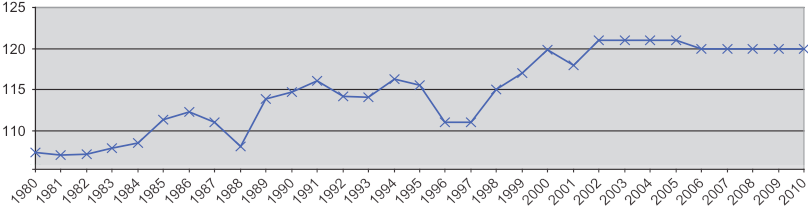
한자녀 정책 시행 이후 중국의 출생 성비는 급격하게 변했다.

2005년 인구조사 간조 조사에서 성비의 현저한 차이가 나타났으며, 이는 중국 행정 구역의 성비의 차이를 보여주었다. 이는 티베트에서 1.04부터 장시에서 1.43까지 다양했다. Banister (2004)은 중국의 여자 부족에 대한 문헌 고찰에서 한자녀 정책 도입 이후 여성 유기아살해의 유행이 재발했다고 제안했다. 반면에 많은 연구자들은 여성 유기아살해가 현재 중국에서 드물다고 주장했다. 특히 정부가 이 관행을 금지한 이후에는 더욱 그렇다고 주장한다. 예를 들어, Zeng 및 동료들 (1993)은 최소한 절반 이상의 성별 불균형이 여성 출생의 보고가 누락되어 발생한다고 주장했다.
제네바 민주국군 통제 센터(DCAF)에 따르면, 성별 관련 문제로 사망한 여아들의 인구적 부족은 20세기의 모든 충돌로 인한 추정 1억 9100만 명의 사망과 동일한 수치다. 2012년에는 다프 델루간에 의한 다큐멘터리인 It's a Girl: The Three Deadliest Words in the World가 공개되었다. 이 다큐멘터리는 인도에서의 여성 유기아살해와 중국에 중점을 두었다. 2020년 중국 인구 조사에 따르면, 중국 본토의 성비는 개선되었으며, 남성 대 여성의 비율이 105.07로 새로운 최저 기록에 도달했다. 이는 중화인민공화국이 1953년에 인구조사를 시작한 이후 가장 균형 잡힌 성비다.

### 여아 살해의 인구 및 사회에 미치는 영향
특히 한자녀 정책의 결과로 여아 살해는 성비 및 출산 가능한 여성의 수의 불균형을 일으켜 인구와 출생 감소를 초래했다. 2017년에는 1000명당 출생이 13 미만이었으며, 여성보다 3300만 명 더 많은 남성이 있었다. 여아 살해로 인한 출산 가능한 여성과 남성 간의 비율 불균형은 성매매와 여성 납치, 또는 다른 국가에서 신부를 수입하는 등의 문제로 이어졌다.

### 여아 살해 방지
중국 정부는 여아 살해의 미래 발생을 막기 위해 세 가지 법을 제정했다. 1994년의 '모자보건법'은 태아의 성별 식별을 방지하고 태아 성별을 기반으로 한 선택적 낙태에 기술 사용을 금지하여 여아를 보호했다. '혼인법'과 '여성보호법'은 모두 여아 살해를 금지하고 여성의 권리를 보호한다. 또한 "Care for Girls"라는 캠페인이 시작되어 여성 전용 가정에 재정 지원을 제공하고 성별 간 평등을 지원했다. 여아 출생 미신고
2016년 12월, 캔자스 대학교의 연구원들은 중국의 성비 차별이 행정적 미신고로 인해 과장되었을 가능성이 있으며, 낙태 및 여아 살해 관행이 아닌 여성의 지연된 등록에 기인한다고 보고했다. 이 연구 결과는 이전에 중국의 농촌 주민이 대규모로 딸을 죽이는 것이라는 초기 가정에 입각하며, 1982년 이후 1천만에서 1,500만 명의 여성이 적절한 출생 등록을 받지 못한 것으로 결론을 내렸다. 이 미신고는 정치적인 이유에 기인하며, 딸이 태어날 때 벌금을 피하려는 가족과 지방 정부가 중앙 정부에게 처벌 부족을 숨기기 위해서였다. 이는 중국 신생아의 성비 불균형이 이전 분석에서 상당히 과장되었을 가능성을 보여준다. 여전히 학자들 사이에서 데이터 불일치의 정도에 대한 논쟁이 진행 중이다.<ref>{{웹 인용|url=https://www.newsecuritybeat.org/2017/01/chinas-missing-girls-along/ |title=Have China's Missing Girls Actually Been There All Along? |website=New Security Beat |date=9 January

## 추가 자료
- 여성살해
- 여성혐오
- 성차별
- 여성에 대한 폭력

## 같이 보기
- 여성살해
- 젠더사이드
- 여성혐오
- 성 차별
- 여성에 대한 폭력

## 참고 자료
1. ↑  Milner 2000, 238–239쪽.
2. 1 2  Mungello 2012, 148쪽.
3. ↑  Coale & Banister 1994, 459–479쪽.
4. 1 2  White 2006, 200쪽.
5. 1 2 3  “China's latest census reports more balanced gender ratio - Xinhua | English.news.cn”. 2022년 7월 5일. 2022년 7월 5일에 원본 문서에서 보존된 문서. 2022년 7월 5일에 확인함.
6. ↑  “Hindu Bioethics, the Concept of Dharma and Female Infanticide in India Santishree Pandit”, 《Genomics In Asia》 (Routledge), 2012년 11월 12일, 77–94쪽, doi:10.4324/9780203040324-8, ISBN 9780203040324, 2023년 4월 18일에 확인함
7. ↑  “Burying Babies in China”. 《Wesleyan Juvenile Offering》 XXII: 40. March 1865. 2020년 3월 14일에 원본 문서에서 보존된 문서. 2015년 12월 1일에 확인함.
8. 1 2 3  “BBC - Ethics - Abortion: Female infanticide”. 《www.bbc.co.uk》 (영국 영어). 2023년 4월 23일에 확인함.
9. ↑  Mungello 2008, 17쪽.
10. ↑  Mungello 2008, 9쪽.
11. ↑  Lee 1981, 164쪽.
12. ↑  Mungello 2008, 10쪽.
13. ↑  Abeel 1844.
14. ↑  Mungello 2008, 13쪽.
15. ↑  Johnson 1985, 29쪽.
16. ↑  Kang, Inkoo (2019년 8월 9일). “One Child Nation Is a Haunting Documentary About a Country’s Attempts to Justify the Unjustifiable”. 《Slate》 (미국 영어). ISSN 1091-2339. 2023년 12월 15일에 확인함.
17. 1 2  Nie 2005, 50쪽.
18. 1 2 3  Chan, C. L. W., Yip, P. S. F., Ng, E. H. Y., Ho, P. C., Chan, C. H. Y., & Au, J. S. K. (2002). Gender selection in China: Its meanings and implications. Journal of Assisted Reproduction and Genetics, 19(9), 426-430.
19. ↑  Parrot, Andrea (2006). 《Forsaken females : the global brutalization of women》. Lanham, MD: Rowman & Littlefield Publishers. 53쪽. ISBN 978-0742545793.
20. 1 2  Zhu, W. X., Lu, L., & Hesketh, T. (2009). China’s excess males, sex selective abortion, and one child policy: Analysis of data from 2005 national intercensus survey. BMJ: British Medical Journal, 338(7700)
21. ↑  Banister, J. (2004). Shortage of girls in China today. Journal of Population Research, 21(1), 19-45.
22. 1 2  Zeng, Y., Tu, P., Gu, B., Xu, Y., Li, B., & Li, Y. (1993). Causes and implications of the recent increase in the reported sex ratio at birth in China. Population and Development Review, 19(2), 283-302.
23. ↑  여성 유기아살해. (n.d.) 보관됨 2019-11-21 - 웨이백 머신 BBC 윤리 안내. 2019년 10월 2일 조회.
24. ↑  Winkler 2005, 7쪽.
25. ↑  DeLugan 2013, 649–650쪽.
26. ↑  Neuman, Scott; Schmitz, Rob (2018년 7월 16일). “Despite The End Of China's One-Child Policy, Births Are Still Lagging”. 《npr》.
27. ↑  “Patriotism may hold key to China births challenge”. 《South China Morning Post》 (영어). 2018년 6월 19일. 2023년 4월 23일에 확인함.
28. 1 2 3  “Infanticide, Abortion Responsible for 60 Million Girls Missing in Asia”. 《Fox News》 (미국 영어). 2015년 3월 25일. 2023년 4월 23일에 확인함.
29. ↑  “It's a myth that China has 30 million "missing girls" because of the one-child policy, a new study says”. 《Quartz》. 2016년 11월 29일.
30. ↑  Denyer, Simon (2016년 11월 30일). “Researchers may have 'found' many of China's 30 million missing girls”. 《Washington Post》.
31. ↑  Shi, Yaojiang; Kennedy, John James (December 2016). “Delayed Registration and Identifying the "Missing Girls" in China”. 《The China Quarterly》 228: 1018–1038. doi:10.1017/S0305741016001132. ISSN 0305-7410.
32. ↑  Jozuka, Emiko (2016년 12월 1일). “Study finds millions of China's 'missing girls' actually exist”. 《CNN》.
33. ↑  Zhuang, Pinghui (2016년 11월 30일). “China's 'missing women' theory likely overblown, researchers say”. 《South China Morning Post》.
34. ↑  Cai, Yong (2017). “Missing Girls or Hidden Girls? A Comment on Shi and Kennedy's "Delayed Registration and Identifying the 'Missing Girls' in China"”. 《The China Quarterly》 231 (231): 797-803. doi:10.1017/S0305741017001060. S2CID 158924618.

## 참고 문헌
- Abeel, David (1844년 5월 13일). “Infanticide In China”. 《Signal of Liberty》. 2014년 1월 8일에 원본 문서에서 보존된 문서. 2013년 11월 16일에 확인함.
- Coale, Ansley J.; Banister, Judith (1994). “Five decades of missing females in China”. 《Demography》 31 (3): 459–479. doi:10.2307/2061752. JSTOR 2061752. PMID 7828766. S2CID 24724998. 2020년 1월 1일에 원본 문서에서 보존된 문서. 2019년 9월 11일에 확인함.
- DeLugan, Robin Maria (2013). “Exposing Gendercide in India and China (Davis, Brown, and Denier's It's a Girl—the Three Deadliest Words in the World)”. 《Current Anthropology》 54 (5): 649–650. doi:10.1086/672365. JSTOR 10.1086/672365. S2CID 142658205.
- Harrison, Henrietta (2008). “A penny for the little Chinese: The French Holy Childhood Association in China, 1843–1951” (PDF). 《American Historical Review》 113 (1): 72–92. doi:10.1086/ahr.113.1.72. S2CID 163110059. 2018년 11월 4일에 원본 문서 (PDF)에서 보존된 문서. 2018년 11월 4일에 확인함.
- Johnson, Kay Ann (1985). 《Women, the Family, and Peasant Revolution in China》. University of Chicago Press. ISBN 978-0226401898.
- Lee, Bernice J. (1981). “Female Infanticide in China”. 《Historical Reflections / Réflexions Historiques》 8 (3): 163–177. JSTOR 41298766.
- Milner, Larry S (2000). 《Hardness of Heart/hardness of Life: The Stain of Human Infanticide》. University Press of America. ISBN 978-0761815785.
- Mungello, D. E. (2012). 《The Great Encounter of China and the West, 1500–1800》. Rowman & Littlefield. ISBN 9781442219755.
- Mungello, D. E. (2008). 《Drowning Girls in China: Female Infanticide in China since 1650》. Rowman & Littlefield. ISBN 978-0742555310.
- Nie, Jing-Bao (2005). 《Behind the Silence: Chinese Voices on Abortion》. Rowman & Littlefield. ISBN 978-0742523715.
- White, Tyrene (2006). 《China's Longest Campaign: Birth Planning in the People's Republic, 1949–2005》. Cornell University Press. ISBN 978-0801444050.
- Winkler, Theodor H. (2005). 〈Slaughtering Eve The Hidden Gendercide〉 (PDF). 《Women in an Insecure World》. Geneva Centre for the Democratic Control of Armed Forces. 2019년 10월 7일에 원본 문서 (PDF)에서 보존된 문서. 2013년 11월 17일에 확인함.

## 추가 읽기 자료
- [Female infanticide by Websters](http://www2.webster.edu/~woolflm/femaleinfanticide.html)